# Micropechis
Micropechis es un género de serpientes altamente venenosas de la familia Elapidae. Se reconoce sólo una especie, Micropechis ikaheka (serpiente de ojos pequeños de Nueva Guinea).
Se considera peligrosa para los seres humanos, y se han registrado numerosas fatalidades en Nueva Guinea e islas adyacentes, de donde la serpiente es endémica.
Durante gran parte del siglo XX, una segunda especie, Micropechis elapoides (serpiente de ojos pequeños de Salomón), fue incluida en Micropechis, pero esta especie fue transferida a un nuevo género creado  en 1970, Loveridgelaps, por el herpetólogo norteamericano Samuel Booker McDowell.